# Hannelore Desmet
Hannelore Desmet (Hasselt, 25 februari 1989) is een Belgische atlete, die zich heeft toegelegd op het hoogspringen. Naast vele Belgische titels in de verschillende jeugdcategorieën op dit atletiekonderdeel, veroverde zij inmiddels acht nationale titels bij de senioren, waarvan vijf indoor. Daarnaast is Desmet ook een goede meerkampster.

## Biografie

### Sinds 2003 de beste
Desmet is sinds 2003 voor haar Belgische leeftijdgenootjes de te kloppen hoogspringster. In allerlei opeenvolgende jeugdklassen had zij al dertien gouden medailles vergaard, toen zij in 2007 ook de eerste gouden seniorenplak aan haar verzameling toevoegde. Dat was op de Belgische indoorkampioenschappen in Gent. Sindsdien heeft zij die titel nu al driemaal geprolongeerd, terwijl er intussen in 2007 en 2008 ook nog eens zes jeugdtitels bij zijn gekomen.

### Tweemaal brons
Desmet deed haar eerste internationale ervaring op tijdens de Europese Jeugd Olympische Dagen in 2005 in het Italiaanse Lignano Sabbiadoro, waar zij bij het hoogspringen met een sprong over 1,78 m brons veroverde. Brons was er voor haar ook weggelegd op de wereldkampioenschappen voor junioren in 2008 in Bydgoszcz, waar zij 1,86 bedwong, evenals de Duitse winnares Kimberley Jess, de Bulgaarse Mirela Demireva die tweede werd en Lesyani Mayor uit Cuba, die met Desmet het brons moest delen.
Voorts werd zij op internationale toernooien driemaal tiende: bij de Europese jeugdkampioenschappen van 2007 in Hengelo met 1,75, op de universiade van 2009 in Belgrado met 1,85 en in datzelfde jaar op de Europese kampioenschappen voor atleten onder 23 jaar in Kaunas met 1,79.
Hannelore Desmet heeft een tweelingbroer, Maarten genaamd, is lid van AV Toekomst en studeert kinesitherapie aan de Katholieke Universiteit Leuven.

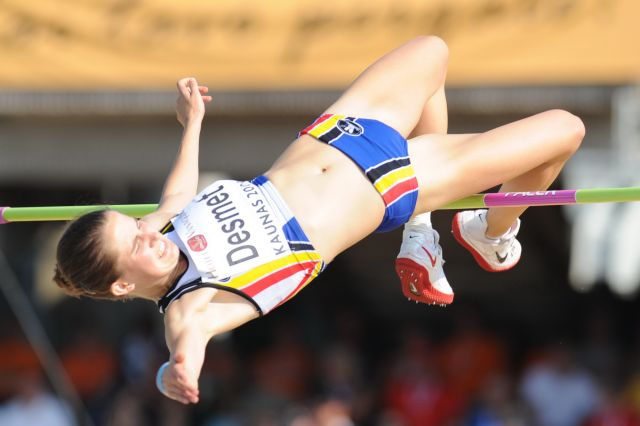
In actie op het EK U23 van 2009 in Kaunas.

## Belgische kampioenschappen
Outdoor
| Onderdeel    | Jaar             |
| ------------ | ---------------- |
| hoogspringen | 2010, 2012, 2017 |

Indoor
| Onderdeel    | Jaar                         |
| ------------ | ---------------------------- |
| hoogspringen | 2007, 2008, 2009, 2010, 2011 |

## Persoonlijke records
Outdoor
| Onderdeel    | Prestatie | Datum           | Plaats |
| ------------ | --------- | --------------- | ------ |
| hoogspringen | 1,90 m    | 1 augustus 2015 | Ninove |

Indoor
| Onderdeel    | Prestatie | Datum           | Plaats     |
| ------------ | --------- | --------------- | ---------- |
| hoogspringen | 1,88 m    | 7 februari 2010 | Leverkusen |

## Palmares

### hoogspringen
- 2005:  EYOD - 1,78 m
- 2007:  BK Indoor - 1,77 m
- 2007: 10e EK junioren - 1,75 m
- 2008:  BK AC indoor - 1,74 m
- 2008:  WK junioren - 1,86 m
- 2009:  BK AC indoor - 1,79 m
- 2009: 10e Universiade - 1,85 m
- 2009: 10e EK U23 - 1,79 m
- 2010:  BK AC indoor - 1,86 m
- 2010:  BK AC - 1,89 m
- 2011:  BK AC indoor - 1,88 m
- 2012:  Ter Specke Bokaal te Lisse - 1,80 m
- 2012:  BK AC - 1,86 m
- 2015:  BK AC indoor - 1,83 m
- 2015:  BK AC - 1,80 m
- 2016:  Gouden Spike - 1,77 m
- 2016:  BK AC - 1,74 m
- 2017:  BK AC indoor – 1,85 m
- 2017:  BK AC - 1,77 m